# Groupe de Temples Pindara
Les temples de Pindara, connus localement sous le nom de Durvasa Rishi Ashram, à Kalyanpur Taluka du district de Devbhoomi Dwarka, Gujarat, en Inde, appartiennent à la période Maitraka - Saindhava (7e au 10e siècle). Les temples sont situés près de la mer, à environ onze miles à l'est de Dwarka,.

## Histoire
Ces temples ont été construits entre le 7e et le 10e siècle. Les temples de style Phamsana appartiennent au milieu du 8e siècle et ont été construits sous le règne de Saindhavas. Un grand nombre de sculptures et de pièces de monnaie Saindhava, ont été découverts pour la première fois lors des fouilles de 1965, . Les monuments sont associés à Durvasa Rishi par les habitants et appelés Durvasa Rishi Ashram,.
Le site est inscrit comme Monument d'importance nationale (N-GJ-121) et est entretenu par le Cercle Vadodara de l' Archeological Survey of India .

## Architecture

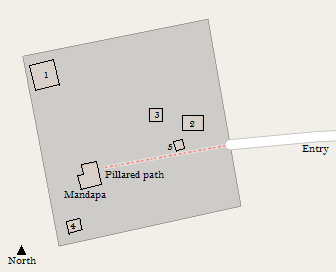
Le plan de localisation montre cinq temples et les piliers du mandapa

Il y a cinq temples et un long mandapa à piliers dans une enceinte,,.
Le temple no 1 (ancien sanctuaire / temple du soleil / Dhyan Mandir) est de style néo-dravidique Phamsana, selon la classification de MA Dhaky et JM Nanavati. Il a une cella carrée et des murs lisses sur lesquels s'élève une superstructure à cinq niveaux à partir d'une base vimana -vedika. Ces niveaux ont des gravures de chandrashala en nombres décroissants de cinq à deux tandis que le niveau le plus élevé est n'existe plus, mais a conservé des karnakuta dans les coins. Le temple a perdu son mandapa. Ce temple est orienté à l'est,.
Les temples no 2 et 3 sont tous deux de type phamsana (penthouse). Ces temples montrent l'influence architecturale du début de Maha-Gurjara,. Ces temples sont orientés à l'ouest.
Le temple no 2 a un plan de type Nagara et un porche ouvert avec de courts piliers sur le dado . Sur son côté est du temple, le dado a un motif de pilier et des niches, similaires au temple de Gop . Le toit n'a que son cours le plus bas qui subsiste avec une rangée de denticules en dessous. Il y a un panneau représentant le mariage de Shiva et Parvati au-dessus de l'encadrement simple de la porte du temple, et les visages des démons de ce panneau présentent des similitudes avec le panneau trouvé sur le parapet du temple du Soleil à Akhodar.
Le temple no 3 est un carré de superficie et de plus petite taille. Il avait une superstructure similaire au Temple no 2. Le temple no 4 lui est également similaire mais il est orienté à l'est. Ces deux temples ont un porche ouvert avec de courts piliers sur le dado. Le temple no 5 faisant face à l'ouest est une cella carrée avec des murs simples couronnés par une superstructure de type phamsana à plusieurs niveaux.
En 2007, les vestiges du complexe de temples submergés ont été retrouvés au nord du complexe de temples existant. Le temple n'a que son jagati (socle) qui subsiste, ce qui suggère que le temple était orienté à l'est. Le yoni de Shivalinga a également été retrouvé, suggérant qu'il s'agissait de temples de Shiva. Le complexe du temple peut avoir été submergé en raison de l' élévation du niveau de la mer et de l'activité sismique.

## Galerie

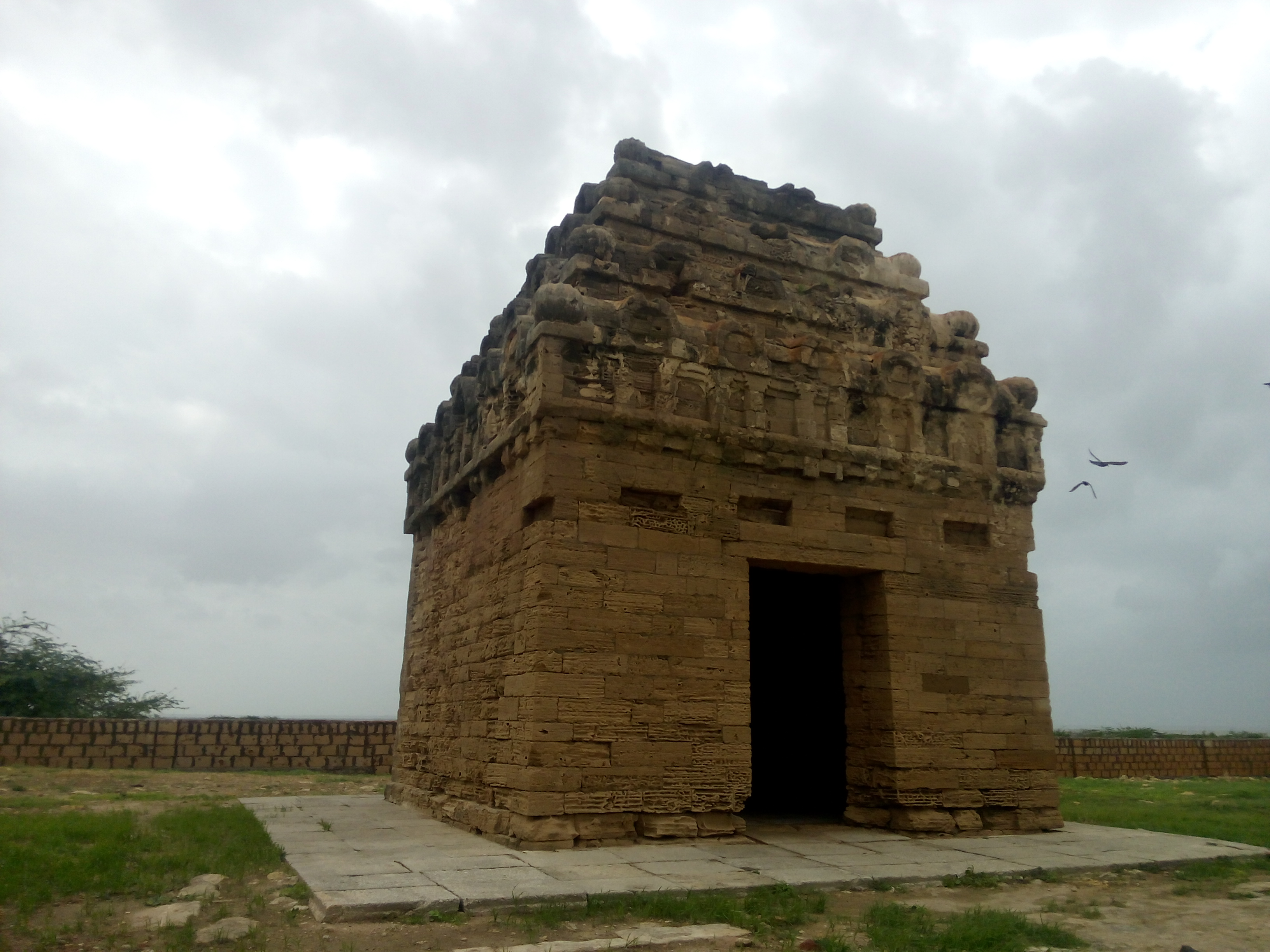
Temple n°1
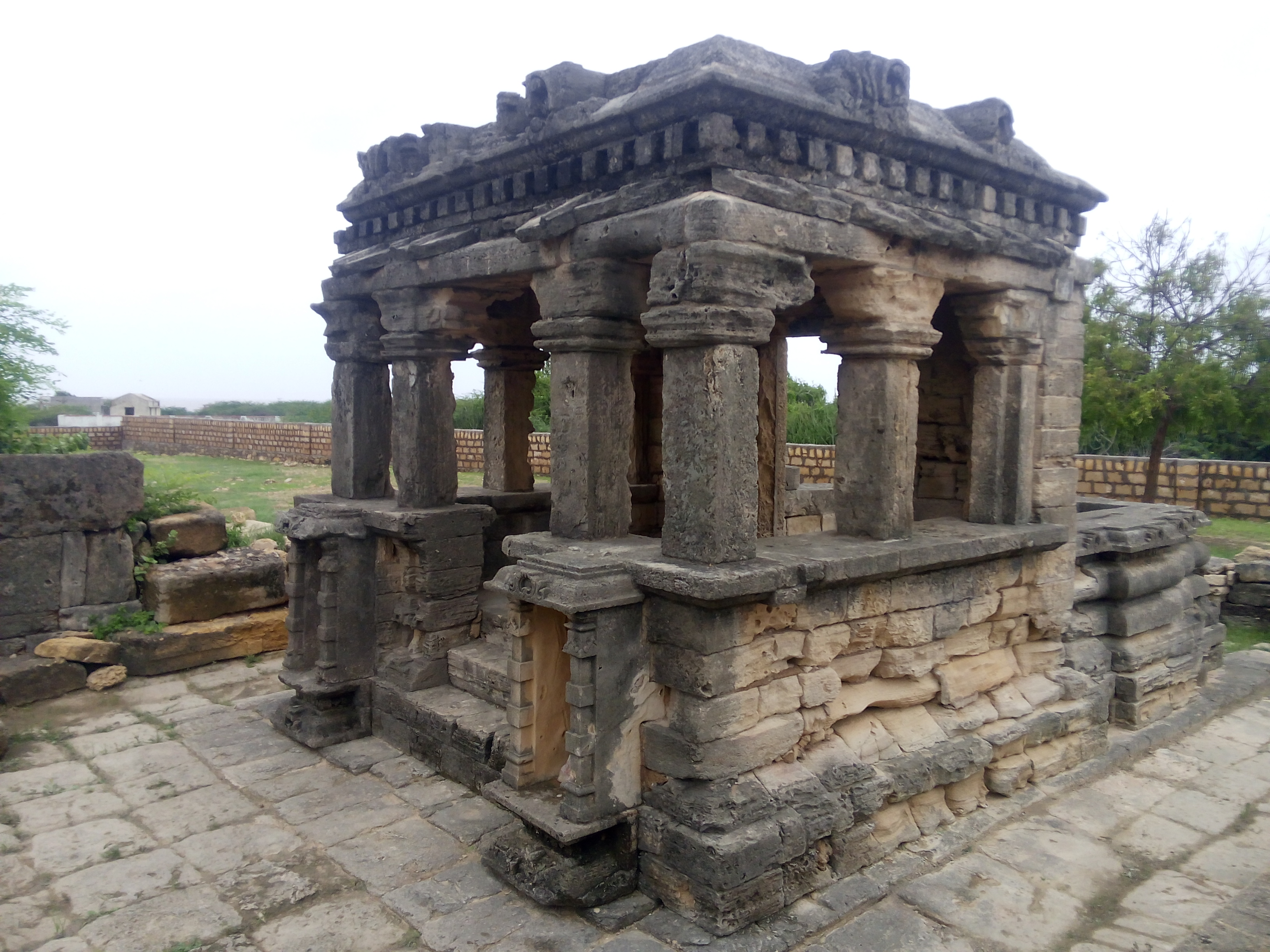
Temple no 2
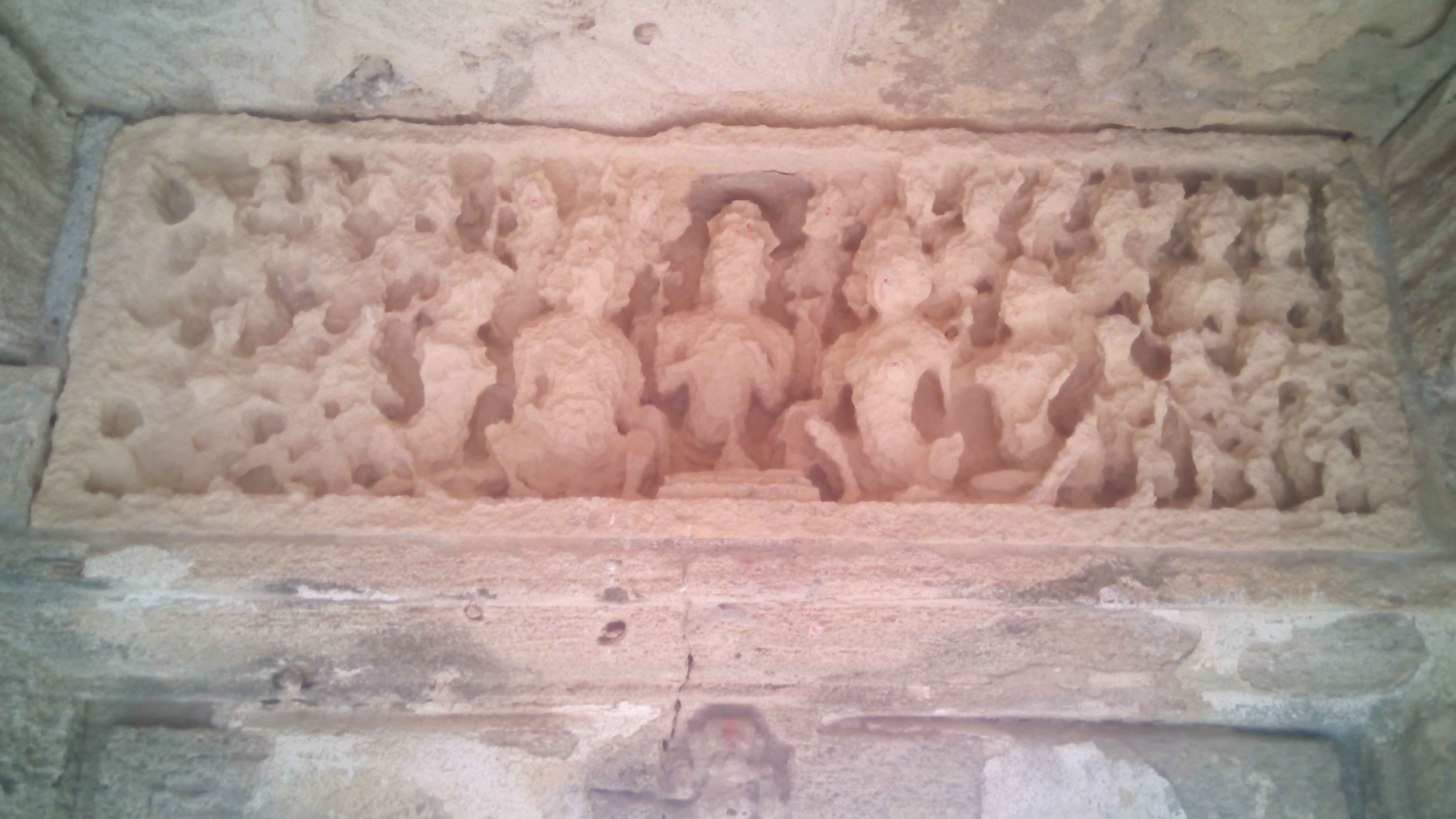
Le panneau représentant le mariage de Shiva et Parvati, Temple no 2
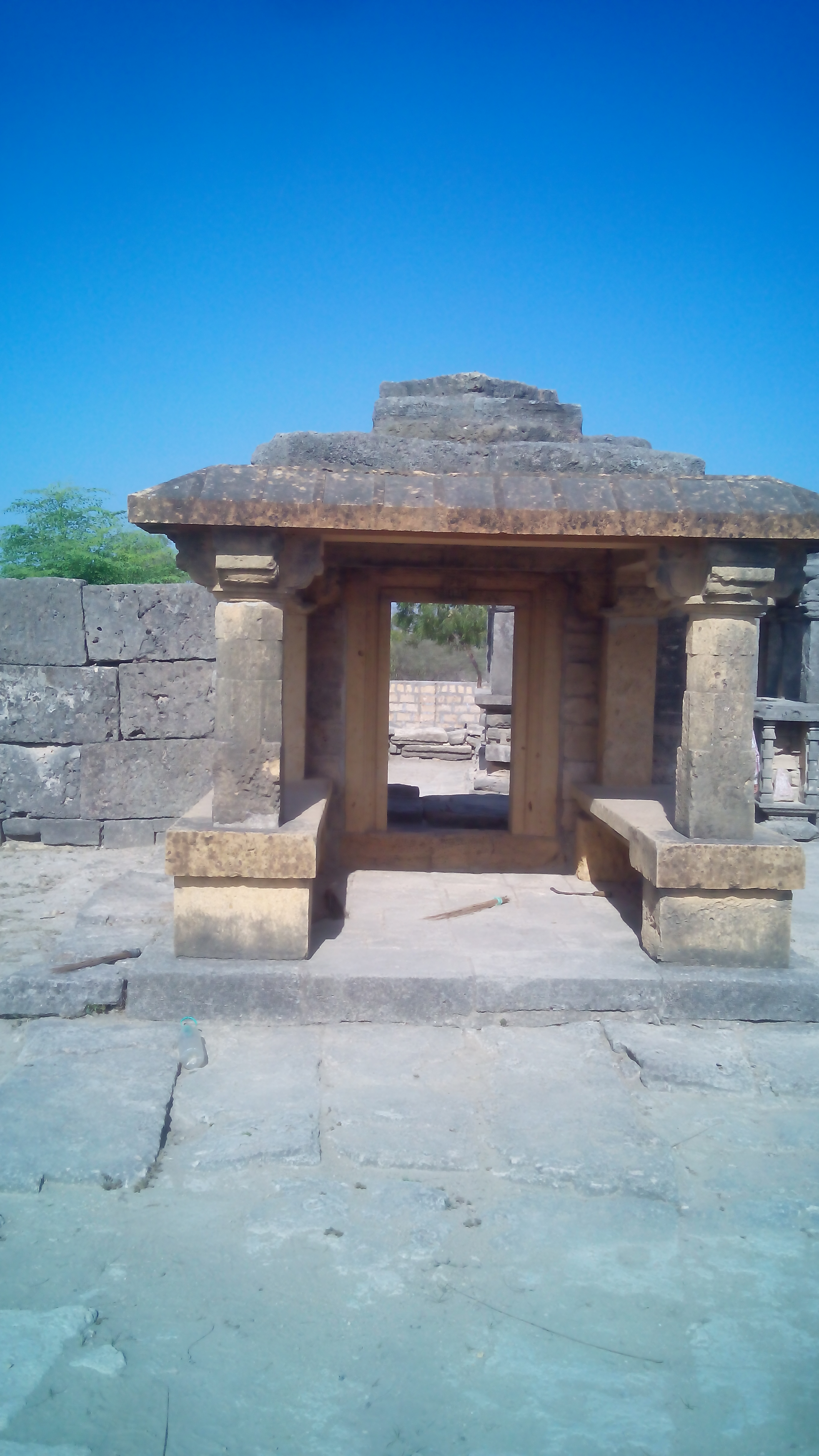
Temple no 3
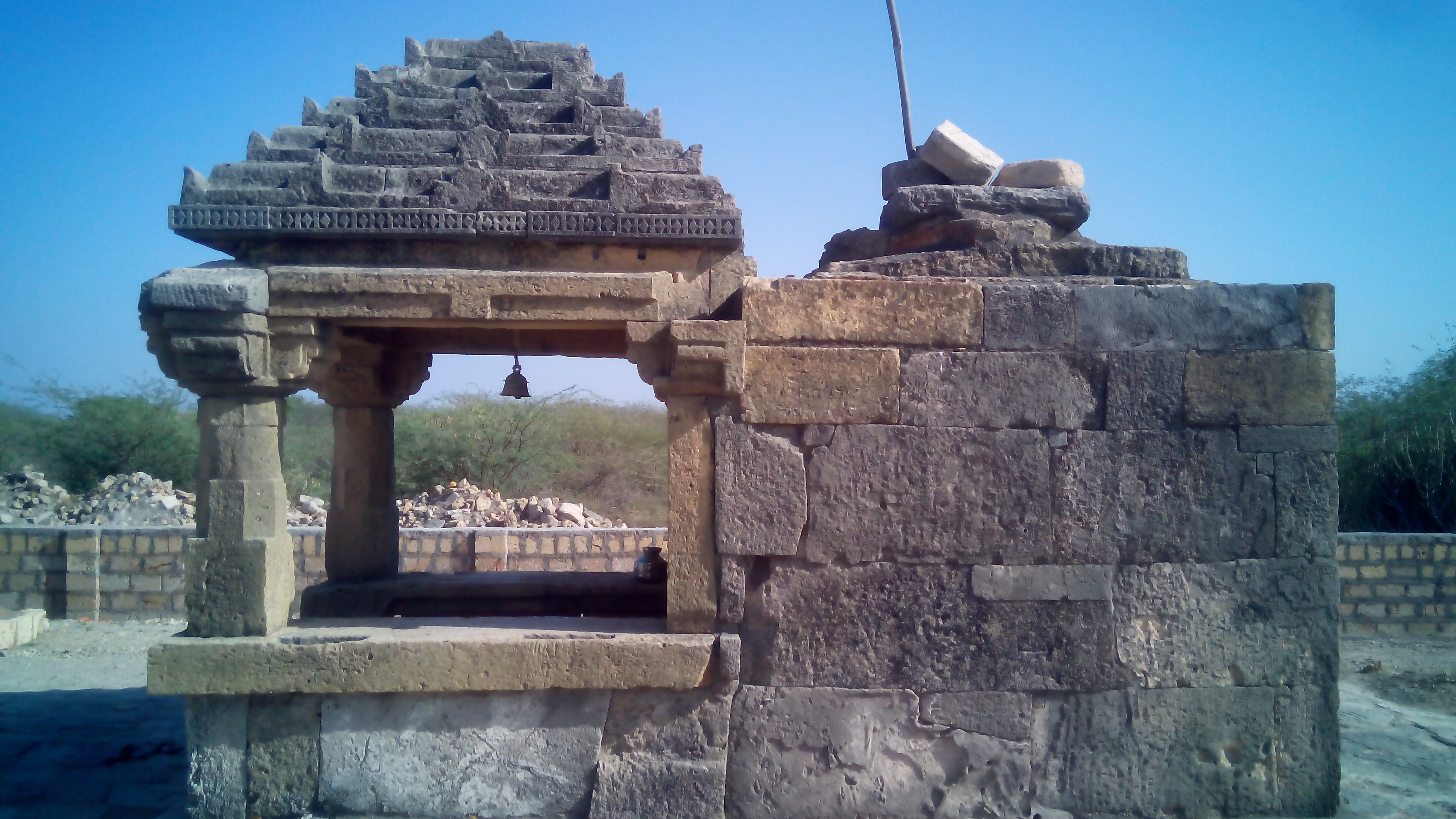
Temple no 4
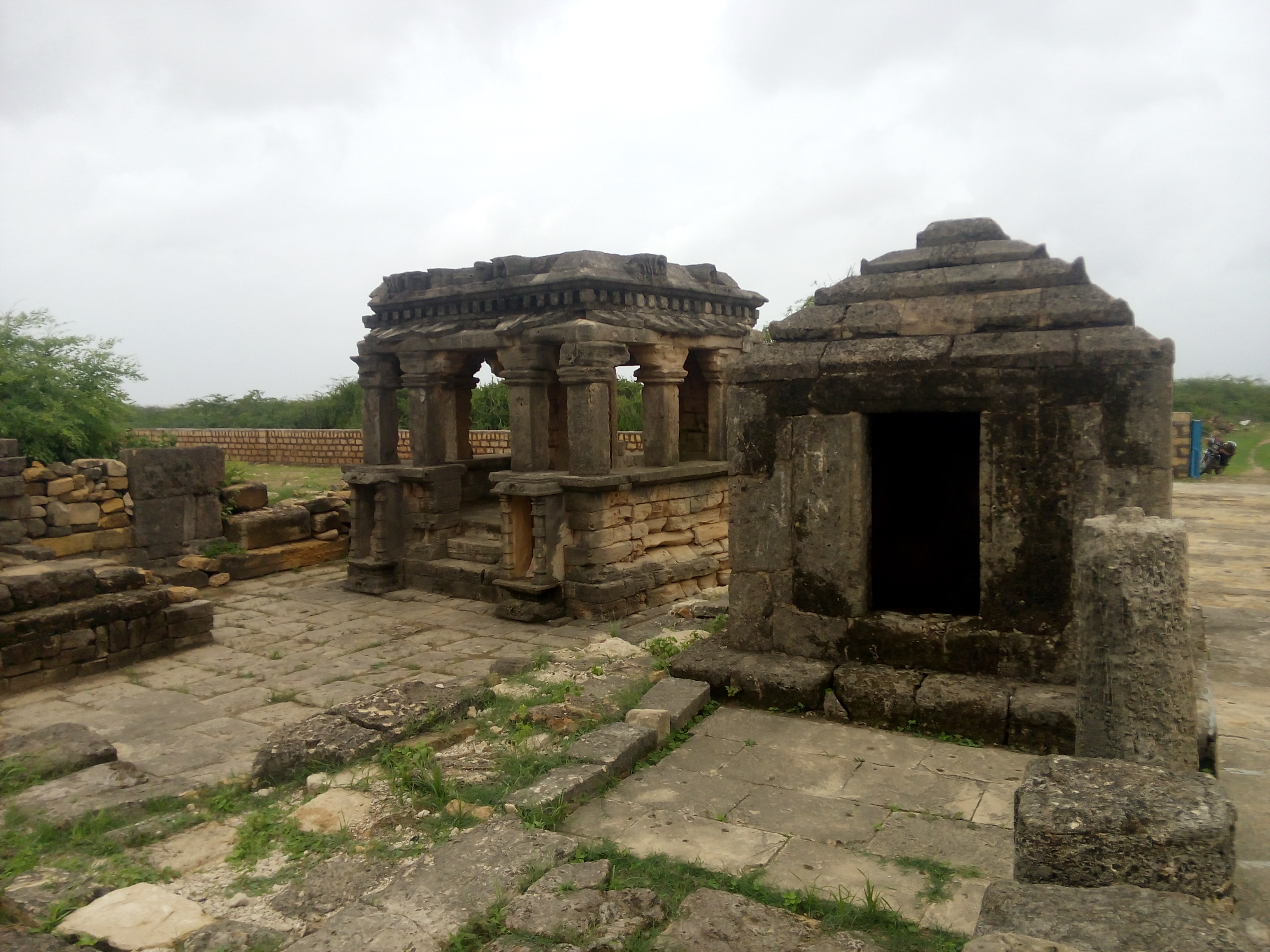
Temple no 5 (à droite)
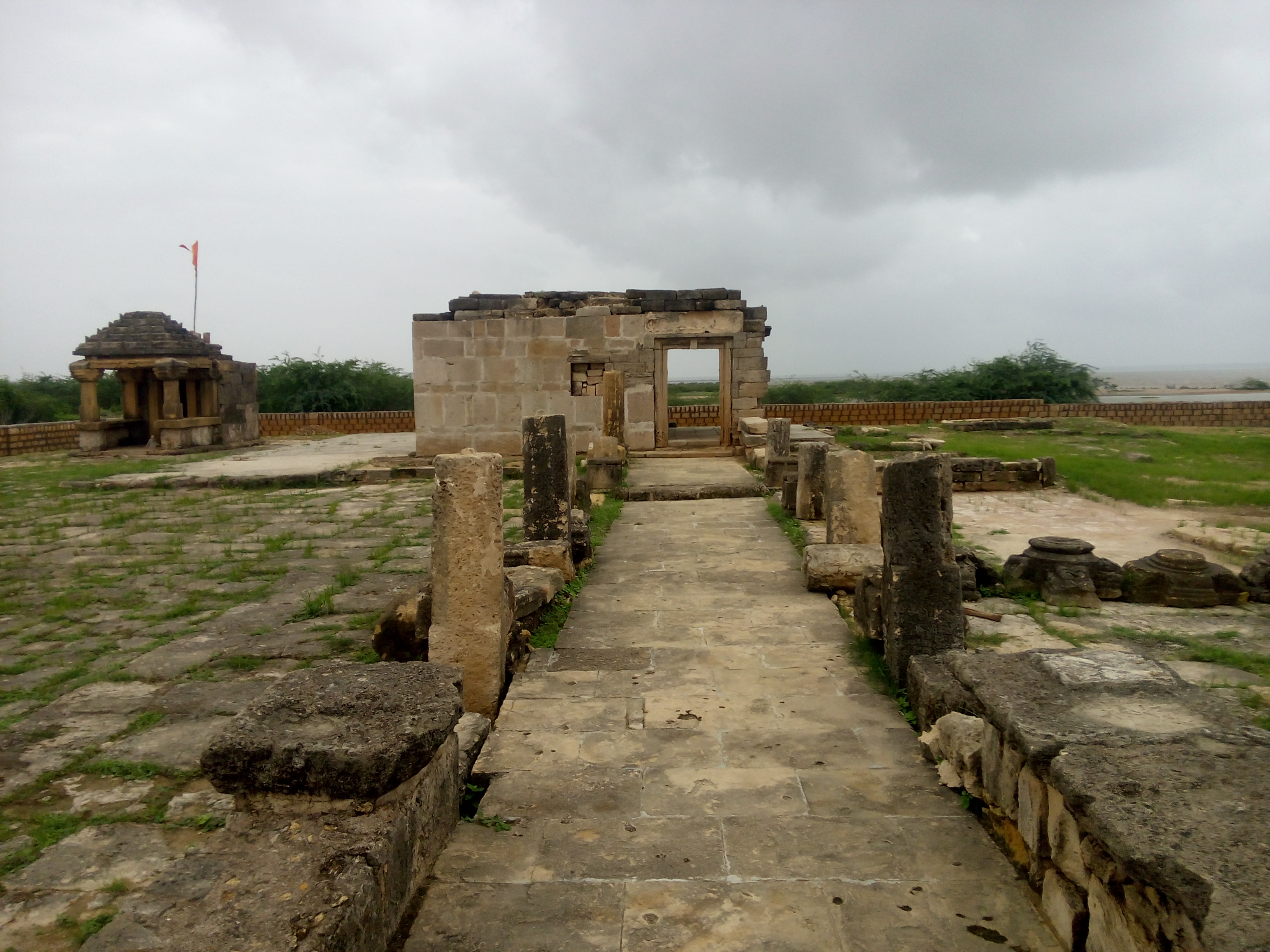
Voie de mandapa en piliers
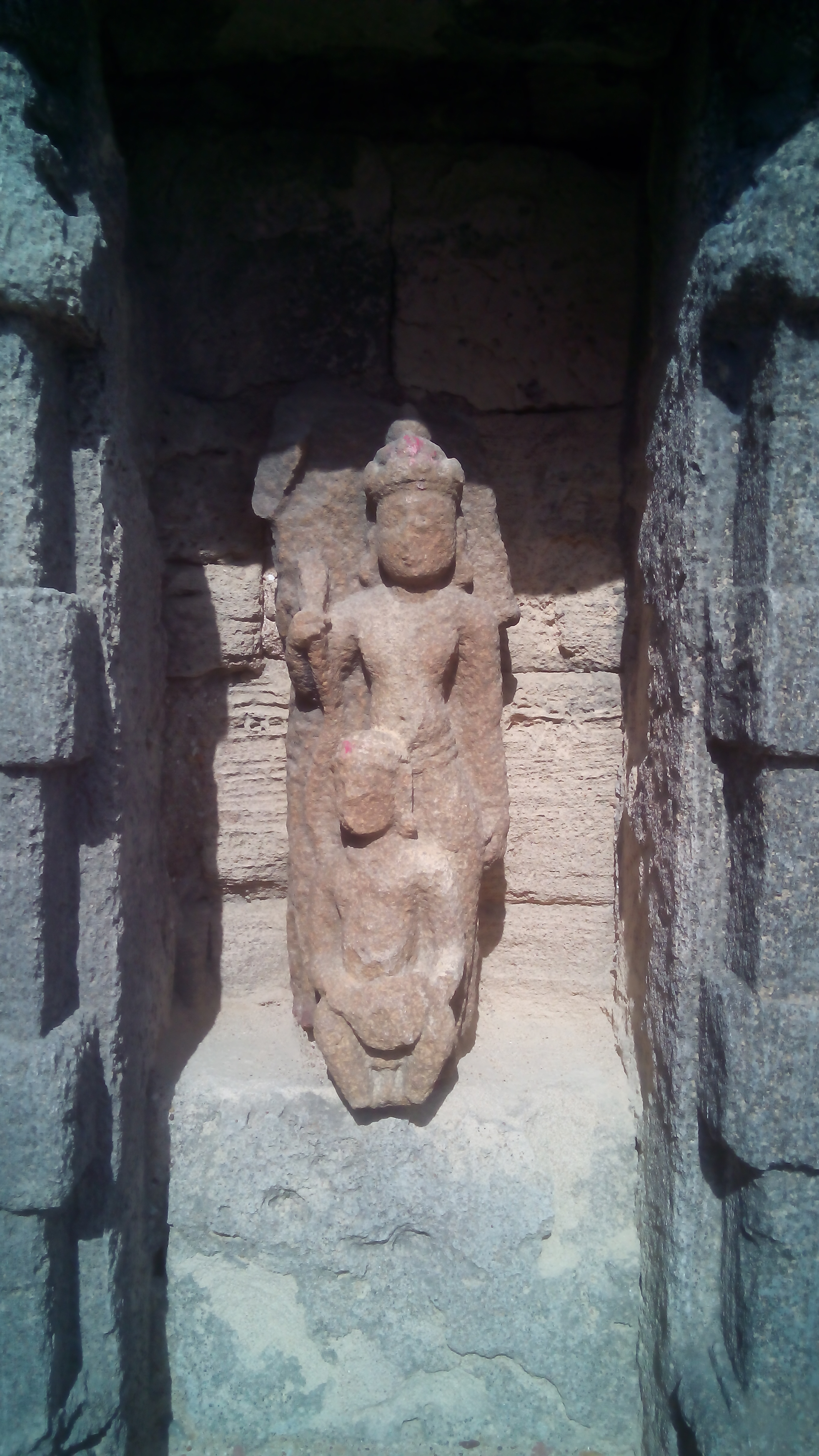
Sculpture de Vishnu montée sur Garuda
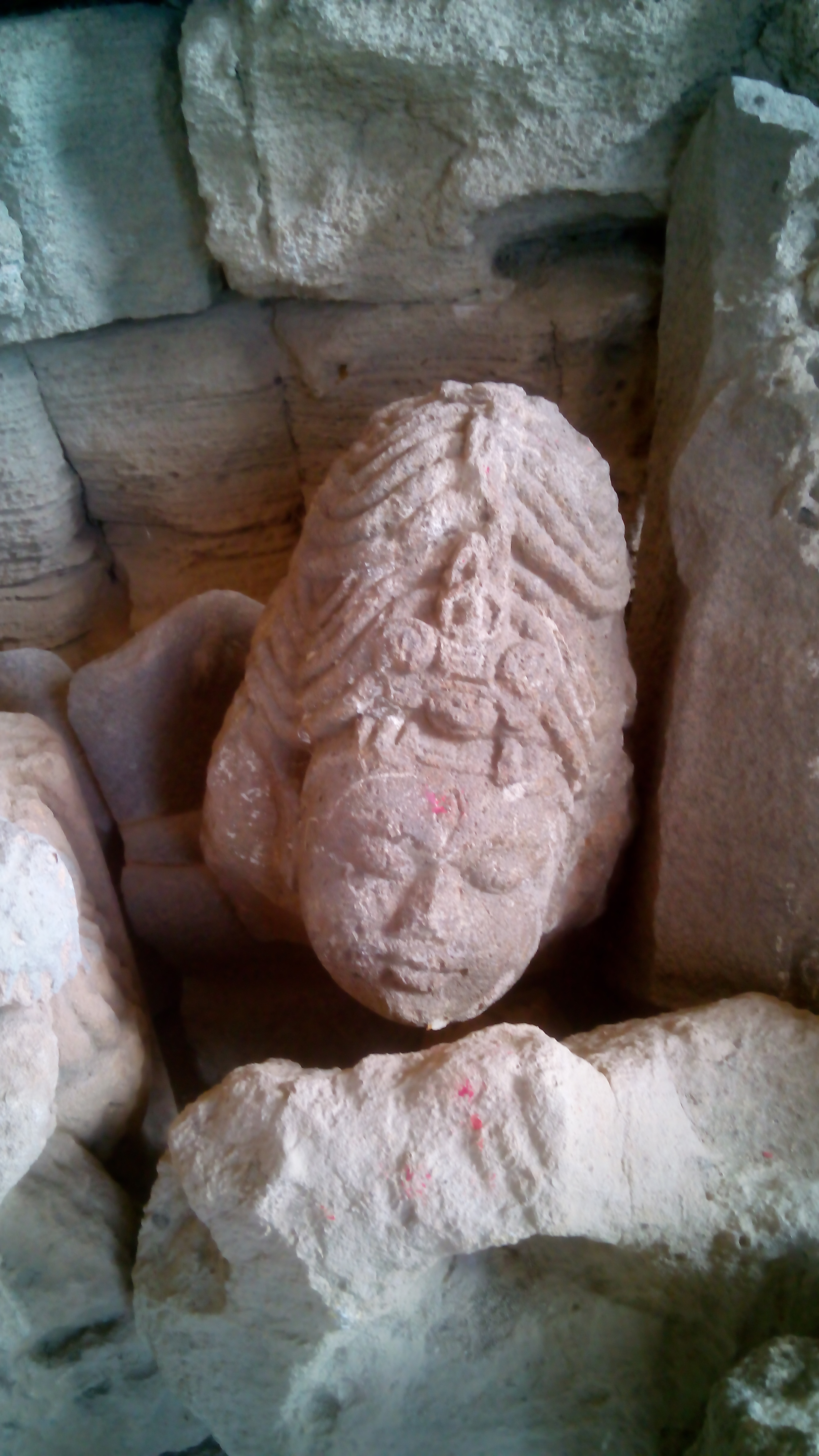
Sculpture de tête de Shiva